# Рико дел Голфо ди Специја
Рико дел Голфо ди Специја (итал. Riccò del Golfo di Spezia) је насеље у Италији у округу Ла Специја, региону Лигурија.
Према процени из 2011. у насељу је живело 26 становника. Насеље се налази на надморској висини од 477 м.

## Становништво
| 1936. | 1951. | 1961. | 1971. | 1981. | 1991. | 2001. | 2011. |
| ----- | ----- | ----- | ----- | ----- | ----- | ----- | ----- |
| 3.315 | 3.455 | 3.046 | 2.797 | 2.872 | 3.296 | 3.367 | 3.537 |